# 3-etilheptano
El 3-etilheptano es un alcano de cadena ramificada con fórmula molecular C9H20.